# Tinker Tailor Soldier Spy
Tinker Tailor Soldier Spy (auch: Tinker, Tailor, Soldier, Spy) ist ein Spionageroman des britischen Schriftstellers John le Carré aus dem Jahr 1974. Im selben Jahr erschien die erste deutsche Übersetzung von Rolf und Hedda Soellner als Dame, König, As, Spion. Diesen Titel übernahmen im deutschsprachigen Raum auch zwei Verfilmungen, eine Fernsehserie von 1979 und ein Kinofilm von 2011. Die Neuübersetzung von Peter Torberg aus dem Jahr 2024 behielt den Originaltitel bei, der sich auf einen englischen Abzählreim bezieht.
Der fünfte Roman mit dem Geheimagenten George Smiley handelt von der Suche nach einem Maulwurf innerhalb des britischen Geheimdienstes. Smiley ist nach einem personellen Umbruch aus dem Dienst ausgeschieden und untersucht die Vorgänge als Pensionär. Der Roman bildet den Auftakt der so genannten Karla-Trilogie (The Quest for Karla) um Smileys sowjetischen Widersacher Karla, die mit Eine Art Held (The Honourable Schoolboy, 1977) und Agent in eigener Sache (Smiley’s People, 1979) fortgesetzt wurde.

## Inhalt
Der Circus, das Londoner Hauptquartier des britischen Geheimdienstes, befindet sich im Umbruch. Geheimdienstchef Control wurde wenige Monate vor seinem Tod entmachtet, sein Vertrauter George Smiley ebenso zum Rücktritt gezwungen wie die loyale Weggefährtin Connie Sachs. Die Macht im Circus hat eine Viererclique an sich gerissen: Percy Alleline, der sich zu Controls Nachfolger aufgeschwungen hat, Bill Haydon, Roy Bland und Toby Esterhase. Ihre politische Rückendeckung verdanken sie der Operation Witchcraft, einem Netz sowjetischer Doppelagenten unter dem Decknamen „Merlin“, die den MI6 auf unbekanntem Weg mit Geheiminformationen aus der Sowjetunion versorgen. Die hohe Qualität des Materials erlaubt dem zuletzt von Fehlschlägen heimgesuchten britischen Geheimdienst endlich wieder intensiven Nachrichtenaustausch mit den allgemein bloß als „Vettern“ bezeichneten amerikanischen Kollegen.
Als willkommener Anlass für Controls Entmachtung diente dessen eigenmächtige Operation Testify. Control hegte den Verdacht, ein Maulwurf im Dienst der Sowjetunion hätte sich in den innersten Zirkel des Circus eingeschlichen. Fünf Kandidaten, die er jeweils mit einem Tarnnamen belegte, nahm er ins Visier: Alleline („Tinker“), Haydon („Tailor“), Bland („Soldier“), Esterhase („Poorman“) und Smiley („Beggarman“). Um Kontakt zum tschechischen General Stevcek zu suchen, der angeblich den Maulwurf „Gerald“ enttarnen wollte, schickte er Jim Prideaux, den damaligen Chef der Auslandsagenten („Skalpjäger“), nach Brünn. Doch das Treffen erwies sich als Falle, Prideaux wurde niedergeschossen, vom sowjetischen Geheimdienst in seine Gewalt gebracht und erst gegen eigene Agenten ausgetauscht, als sämtliche ihm bekannten britischen Agentenringe aufgeflogen waren. Prideaux, der noch immer unter den Spätfolgen seiner Schussverletzung leidet, lebt inzwischen inkognito und ohne Kontakt zum Circus als Aushilfslehrer in einem Internat in Devon.
Monate später erhält der Verdacht, der Circus sei durch einen Maulwurf unterwandert, neue Nahrung, als der Auslandsagent Ricki Tarr von Unregelmäßigkeiten bei seinem Einsatz in Hongkong berichtet. Dort hatte er die russische Spionin Irina kennengelernt und nach einer Liebesaffäre dazu bewegen können, zu den Briten überzulaufen und ihr brisantes Wissen über einen britischen Maulwurf preiszugeben. Doch der von Tarr informierte Circus hielt die Agenten in Hongkong in unerklärlicher Passivität hin. Schließlich kam der sowjetische Geheimdienst den Briten zuvor, entführte die Überläuferin und flog sie in die Sowjetunion aus, wo sie seither vermisst ist. Der Ministerialbeamte Oliver Lacon beauftragt den kürzlich von seiner untreuen Frau Ann verlassenen Smiley, die Vorgänge zu untersuchen. Er erhält Unterstützung durch Inspektor Mendel und Peter Guillam, seinen einzigen verbliebenen Vertrauten im Circus.
Smiley entdeckt, dass Akten über den Vorfall „Irina“ unterschlagen wurden und Bill Haydon vorab über die Operation Testify informiert war. Den fraglichen Abend verbrachte Haydon bei Smileys Frau, ehe er im Circus die Abwicklung der gescheiterten Mission übernahm. Der Kontaktmann der Operation Witchcraft stellt sich als ein vermeintlicher Kulturattaché der sowjetischen Botschaft namens Poljakow heraus, hinter dem in Wahrheit Oberst Viktorow steckt, ein Agent des sowjetischen Geheimdienstchefs Karla. Smiley persönlich hatte Karla einst vor vielen Jahren vergeblich abzuwerben versucht und ihm damals beim Bemühen um einen zwischenmenschlichen Kontakt seinen wunden Punkt offenbart: seine unglückliche Ehe mit Ann. Aus Esterhase, dem schwächsten Glied des Führungsquartetts des Circus, kann Smiley den Ort der konspirativen Treffen mit Poljakow herauspressen, an dem er sich mit Mendel und Guillam auf die Lauer legt, während der untergetauchte Tarr von Paris aus Kontakt zum Circus aufnimmt.
Wie erwartet führt die Furcht vor einer Entlarvung durch Tarr zu einem Blitztreffen Poljakows mit dem Maulwurf, der sich als Bill Haydon entpuppt und festgenommen wird. Im anschließenden Verhör mit Smiley gesteht Haydon, dass er bereits seit Jahren im Auftrag Karlas sämtliche Operationen des britischen Geheimdienstes sabotierte. Das Ziel der Operation Witchcraft war ein Zugang zum amerikanischen Nachrichtendienst, für den gezinkte Informationen aus der Sowjetunion eingetauscht wurden. Karla war es auch, der Haydon auf Ann angesetzt hatte, um Smileys Urteilsfähigkeit über seinen Nebenbuhler zu trüben. Haydons Motive bleiben im Dunkeln, doch Smiley erkennt viel Selbstgefälligkeit hinter dem Gebaren des einst geschätzten Kollegen. Gelassen wartet der inhaftierte Haydon auf den Austausch mit Moskau, bis ihn eines Nachts Prideaux aufsucht, um seinem langjährigen Freund und Geliebten, dessen Verrat er schon lange geahnt hat, den Hals zu brechen. Nachdem von offizieller Seite die Sowjetunion für den Mord an Haydon verantwortlich gemacht wird, kehrt Prideaux zurück ans Internat, wo er in seiner neuen Tätigkeit als Lehrer Erfüllung findet.

## Titel
Der Originaltitel Tinker Tailor Soldier Spy verweist auf einen bekannten englischen Abzählreim. Laut dem Oxford Dictionary of Nursery Rhymes wird der Reim von Kindern beim Abzählen von Kirschkernen, Knöpfen, Blüten und Gräsern verwendet.
Tinker, Tailor,

Soldier, Sailor,

Rich Man, Poor Man,

Beggarman, Thief.
Control vergibt gemäß diesem Reim die Decknamen „Tinker“ (Percy Alleline), „Tailor“ (Bill Haydon), „Soldier“ (Roy Bland), „Poorman“ (Toby Esterhase) und „Beggarman“ (George Smiley), die sich ins Deutsche etwa als „Kesselflicker“, „Schneider“, „Soldat“, „Armer“ und „Bettler“ übertragen lassen. In der Bezeichnung Smileys als demütig-bescheidener „Bettler“ schwingt Controls Ironie und Mitgefühl für seinen Adlatus mit. In der deutschen Übersetzung von Rolf und Hedda Soellner wurden die Tarnnamen durch Spielkarten ersetzt. Hier lautet die Zuordnung: „As“ (Alleline), „König“ (Haydon), „Dame“ (Smiley), „Bube“ (Bland) und „Zehner“ (Esterhase). Die Neuübersetzung von Peter Torberg behält die englischen Bezeichnungen aus dem Abzählreim bei.

## Verfilmungen
Der Roman wurde zweimal verfilmt. 1979 produzierte die BBC eine siebenteilige TV-Serie unter der Regie von John Irvin. Die Rolle des George Smiley übernahm Alec Guinness. In weiteren Rollen waren Michael Jayston (Guillam), Ian Richardson (Haydon), Ian Bannen (Prideaux) und Alexander Knox (Control) zu sehen.
2011 kam eine Neuverfilmung von Tomas Alfredson in die Kinos. Neben Gary Oldman als George Smiley spielten Colin Firth (Haydon), Tom Hardy (Tarr), Mark Strong (Prideaux), Benedict Cumberbatch (Guillam) und John Hurt (Control).

## Ausgaben
- John le Carré: Tinker Tailor Soldier Spy. Hodder & Stoughton, London 1974.
- John le Carré: Tinker Tailor Soldier Spy. Random House, New York 1974, ISBN 0-394-49219-6.
- John le Carré: Dame, König, As, Spion. Aus dem Englischen von Rolf und Hedda Soellner. Hoffmann & Campe, Hamburg 1974, ISBN 3-455-00819-4.
- John le Carré: Tinker Tailor Soldier Spy. Aus dem Englischen von Peter Torberg. Ullstein, Berlin, 2024, ISBN 978-3-550-20187-5.